# 小行星3808
小行星3808（3808 Tempel），天文學臨時編號1982 FQ2，是一個位於小行星帶的小行星，於1982年3月24日由弗賴穆特·伯恩根（Freimut Börngen）發現於德國陶騰堡卡爾·史瓦西天文台。以天文學家恩斯特·威廉·勒伯莱希特·坦普尔命名。

## 外部連結
- JPL Small-Body Database Browser on 3808 Tempel （页面存档备份，存于）

| 前一小行星： 3807 Pagels | 小行星列表 | 後一小行星： 3809 Amici |